# Chuyến bay 8243 của Azerbaijan Airlines
Chuyến bay 8243 của Azerbaijan Airlines là chuyến bay thường lệ vận chuyển hành khách quốc tế từ Baku, Azerbaijan, đến Grozny, Nga, do hãng Azerbaijan Airlines khai thác. Theo các nguồn tin địa phương, vào ngày 25 tháng 12 năm 2024, chiếc Embraer E190 thực hiện chuyến bay này đã rơi gần Sân bay Quốc tế Aktau, Kazakhstan, với 62 hành khách và 5 phi hành đoàn trên máy bay.
Các hãng thông tấn Nga cho biết, chiếc máy bay đã bay từ Baku đến Grozny thuộc cộng hòa Chechnya của Nga nhưng phải chuyển hướng do sương mù ở Grozny. Máy bay được cho là đã phát tín hiệu 7700 trên bộ phát đáp của để thông báo tình trạng khẩn cấp khi bay qua Biển Caspian, với các báo cáo sơ bộ từ Cơ quan Vận tải Hàng không Liên bang Nga cho thấy vụ tai nạn có thể là do một con chim va vào. mặc dù những người sống sót cho biết đã có một vụ nổ xảy ra và mảnh đạn từ vụ nổ đã rơi trúng máy bay. 38 trên tổng số 67 người đã thiệt mạng, bao gồm cả 2 phi công và 1 tiếp viên; 29 người sống sót là những hành khách ngồi ở đuôi máy bay.
Vào ngày 26 tháng 12, các quan chức Azerbaijan nói với Reuters rằng họ tin rằng phòng không của Nga đã gây ra vụ tai nạn này.
Ngày 26 tháng 12 Euronews đưa tin rằng, theo các nguồn tin của chính phủ Azerbaijan, chiếc máy bay đã bị một tên lửa đất đối không của Nga bắn trúng giữa chuyến bay trong nỗ lực đẩy lùi một cuộc tấn công bằng máy bay không người lái của Ukraine vào sân bay Grozny. Mảnh đạn từ vụ nổ đã trúng vào một số hành khách và phi hành đoàn. Ngày 27 tháng 12, tờ New York Times đưa tin các nhà điều tra Azerbaijan tin rằng hệ thống phòng không Pantsir-S1 của Nga đã làm hỏng máy bay trước khi nó bị rơi.
Ngày 28 tháng 12, Tổng thống Nga Vladimir Putin đã xin lỗi Tổng thống Azerbaijan, Ilham Aliyev, về "sự cố bi thảm" liên quan đến máy bay trong không phận Nga. Ông nói rằng các máy bay không người lái của Ukraina đã nhắm mục tiêu vào Grozny vào thời điểm đó và lực lượng phòng không Nga đã đẩy lùi các cuộc tấn công này, nhưng không xác nhận rằng chuyến bay đã bị bắn hạ hay nói rằng Nga phải chịu trách nhiệm. Vào ngày 29 tháng 12, Tổng thống Aliyev nói rằng Nga đã vô tình bắn rơi máy bay, cáo buộc Nga cố gắng che giấu và "bưng bít" vụ tai nạn, đồng thời yêu cầu Nga thừa nhận toàn bộ tội lỗi, trừng phạt những người chịu trách nhiệm và bồi thường cho các nạn nhân.